# Guerra dello sgabello d'oro
La quinta guerra anglo-ashanti, comunemente nota come guerra dello sgabello d'oro, fu combattuta tra il marzo e il settembre 1900 tra il Regno Unito e l'impero ashanti, impegnato in una guerra di difesa contro la volontà britannica di sottometterlo.
Causata dalla volontà inglese di impadronirsi dello sgabello d'oro, oggetto sacro dell'impero ashanti, la guerra si risolse con una sconfitta africana e la fine dell'indipendenza degli Ashanti. Lo sgabello fu comunque tenuto nascosto fino a molti anni più tardi.

## Preludio
Alla fine del XIX secolo i britannici, dalla loro base della Costa d'Oro, erano ansiosi di espandere i propri domini coloniali nell'Africa subsahariana, e per questo decisero di sottomettere l'impero ashanti, con cui già avevano combattuto varie guerre nei decenni precedenti. L'impero allora era in crisi, poiché la sua classe dirigente non si stava dimostrando efficace nel contrastare le mire inglesi, permettendo perfino che il sovrano Prempeh I venisse imprigionato dai colonizzatori nel 1896 ed esiliato alle Seychelles.
L'impero ashanti, rimasto senza un sovrano, passò quindi sotto la reggenza della regina locale Yaa Asantewaa, parente di Prempeh I. Sir Frederick Hodgson, deciso a prendere possesso delle terre ashanti, nel 1900 esigette la consegna dello sgabello d'oro, simbolo nazionale-religioso degli Ashanti. Cederlo sarebbe stata una sottomissione formale all'impero britannico, perciò in una riunione nella capitale Kumasi indetta dopo una visita intimidatoria di Hodgson Yaa Asantewaa rimproverò aspramente i nobili ashanti per la loro arrendevolezza, dichiarando la sua volontà di combattere fino alla fine contro gli inglesi per difendere lo sgabello d'oro e riportare in patria Prempeh I.

## Svolgimento
Irritati dalle irrispettose pretese di Hodgson, alla fine di marzo gli Ashanti istigati dalla regina si ribellarono e attaccarono la colonna inglese presente a Kumasi, costringendo i sopravvissuti a rifugiarsi nel forte cittadino, già in mano inglese. Durante le prime ore della guerra i britannici riuscirono a catturare la regina e alcuni dei suoi consiglieri, che non tornarono più liberi e privarono gli Ashanti di un capo unitario. Nei giorni seguenti circa 5000 guerrieri affluirono nella capitale, ma non potendo conquistare il forte per via della superiorità tecnologica britannica lo misero sotto assedio, sperando di prenderlo per fame.
I britannici rimasero assediati nel forte di Kumasi per tre mesi, e furono vicini a capitolare. A fine giugno tuttavia giunse una colonna di rinforzi dalla Nigeria, che permise quindi agli inglesi di rompere l'assedio e ritirarsi verso la costa. Il comando dei britannici passò allora a James Willcocks, che riorganizzò l'esercito e preparò il contrattacco, deciso a stroncare la resistenza degli Ashanti. Presto Kumasi venne occupata, e la conquista dell'altro centro ribelle di Kokofu nel settembre successivo mise effettivamente fine alla guerra.

## Conseguenze
Con la sconfitta finale degli Ashanti, l'impero cessò di esistere e divenne un protettorato britannico. Anche se le autorità locali in larga parte continuarono ad autogovernarsi, Yaa Asantewaa e i nobili che avevano appoggiato la rivolta furono deportati a loro volta sulle Seychelles, e molti non fecero più ritorno in patria. Lo sgabello d'oro era comunque sfuggito alle truppe britanniche, poiché la regina aveva ordinato di farlo nascondere, e l'oggetto rimase quindi disperso fino al 1920, quando fu rinvenuto in maniera casuale da alcuni operai che stavano costruendo una strada. Per il suo eroismo, la regina Yaa Asantewaa divenne un'eroina del popolo Ashanti e dell'odierno Ghana.